# Rasbora marinae
Rasbora marinae — прісноводний вид коропоподібних риб родини данієвих (Danionidae). Описаний у 2020 році.

## Етимологія
Вид названо на честь Маріни Вонг, працівниці Брунейського музею на знак визнання її значного внеску в пізнання природної історії Південно-Східної Азії та щедрої допомоги в організації польових робіт у Брунеї.

## Поширення
Ендемік острова Калімантан. Поширений в Брунеї (округи Тутонг і Белайт) та малазійському штаті Саравак (басейни річок Татау і Барам).

## Опис
Дрібна риба, завдовжки до 10 см. Відрізняється від однорідних за наступною комбінацією символів: середньобічна смуга чорна або темно-коричнева від кінчика морди до кінця серединних променів хвостового плавця; ряди чорних плям на фланзі, включаючи два ряди по краях середньобічної смуги; бічна лінія повна, з 30–32 лусок. Rasbora marinae дуже схожа на R. cephalotaenia, від якого він відрізняється збереженням середньобічної смуги у дорослих (у R. cephalotaenia смуга зникає зі збільшенням розміру, залишаючи лише 2 ряди чорних плям по краях), та відсутністю помітної чорної плями в середині основи хвостового плавця.